# Antheuil-Portes
Antheuil-Portes és un municipi francès, situat al departament de l'Oise i a la regió dels Alts de França. L'any 2007 tenia 427 habitants.

## Demografia

### Població
El 2007 la població de fet d'Antheuil-Portes era de 427 persones. Hi havia 148 famílies de les quals 25 eren unipersonals (21 homes vivint sols i 4 dones vivint soles), 45 parelles sense fills i 78 parelles amb fills.
La població ha evolucionat segons el següent gràfic:
Habitants censats

### Habitatges
El 2007 hi havia 157 habitatges, 152 eren l'habitatge principal de la família, 1 era una segona residència i 4 estaven desocupats. 153 eren cases i 1 era un apartament. Dels 152 habitatges principals, 130 estaven ocupats pels seus propietaris, 21 estaven llogats i ocupats pels llogaters i 1 estava cedit a títol gratuït; 4 tenien dues cambres, 17 en tenien tres, 50 en tenien quatre i 82 en tenien cinc o més. 125 habitatges disposaven pel capbaix d'una plaça de pàrquing. A 70 habitatges hi havia un automòbil i a 72 n'hi havia dos o més.

### Piràmide de població
La piràmide de població per edats i sexe el 2009 era:
| Homes | Edats   | Dones |
| ----- | ------- | ----- |
| 0     | 95 o +  | 0     |
| 0     | 90 a 94 | 0     |
| 0     | 85 a 89 | 8     |
| 4     | 80 a 84 | 0     |
| 0     | 75 a 79 | 4     |
| 0     | 70 a 74 | 8     |
| 8     | 65 a 69 | 4     |
| 12    | 60 a 64 | 4     |
| 24    | 55 a 59 | 4     |
| 16    | 50 a 54 | 20    |
| 16    | 45 a 49 | 32    |
| 28    | 40 a 44 | 12    |
| 4     | 35 a 39 | 24    |
| 16    | 30 a 34 | 8     |
| 24    | 25 a 29 | 4     |
| 16    | 20 a 24 | 12    |
| 16    | 15 a 19 | 32    |
| 20    | 10 a 14 | 12    |
| 12    | 5 a 9   | 8     |
| 8     | 0 a 4   | 16    |

## Economia
El 2007 la població en edat de treballar era de 276 persones, 207 eren actives i 69 eren inactives. De les 207 persones actives 190 estaven ocupades (108 homes i 82 dones) i 16 estaven aturades (8 homes i 8 dones). De les 69 persones inactives 14 estaven jubilades, 33 estaven estudiant i 22 estaven classificades com a «altres inactius».

### Ingressos
El 2009 a Antheuil-Portes hi havia 153 unitats fiscals que integraven 413 persones, la mediana anual d'ingressos fiscals per persona era de 20.406 €.

### Activitats econòmiques
Dels 13 establiments que hi havia el 2007, 1 era d'una empresa alimentària, 1 d'una empresa de fabricació de material elèctric, 2 d'empreses de fabricació d'altres productes industrials, 3 d'empreses de construcció, 1 d'una empresa d'hostatgeria i restauració, 3 d'empreses de serveis i 2 d'entitats de l'administració pública.
L'únic servei als particulars que hi havia el 2009 era un guixaire pintor.
L'únic establiment comercial que hi havia el 2009 era una fleca.
L'any 2000 a Antheuil-Portes hi havia 6 explotacions agrícoles que ocupaven un total de 1.158 hectàrees.

## Equipaments sanitaris i escolars
El 2009 hi havia una escola maternal integrada dins d'un grup escolar amb les comunes properes formant una escola dispersa.

## Poblacions més properes
El següent diagrama mostra les poblacions més properes.